# Honor (marca)
Honor és una marca xinesa propietat de Huawei a través de la qual es comercialitzen alguns dispositius electrònics de l'empresa. La seva seu es troba a Shenzhen, Xina. Els dispositius fabricats per Honor inclouen telèfons intel·ligents, tauletes, wearables i televisors intel·ligents.
George Zhao és president de la marca a nivell mundial, mentre que Eva Wimmers és presidenta de l'àrea europea.